# Sven Edvin Salje
Sven Edvin Salje, ursprungligen Svensson, född 15 februari 1914 i Jämshögs socken i Blekinge, död där 3 augusti 1998, var en svensk författare.

## Biografi
Föräldrar var snickaren Ernst och Mathilda Svensson. Salje var bland annat affärsbiträde, trädgårdsarbetare, fabriksarbetare och snickare. Han bedrev under tiden korrespondensstudier och studerade vid Wendelsbergs folkhögskola 1940–1941. Salje hade en stark anknytning till folkrörelserna, speciellt nykterhetsrörelsen, och deltog i det lokala folkbildningsarbetet. Han hade planer på att bli folkskollärare, men efter faderns död 1930 försvann de ekonomiska förutsättningarna för detta. 1942 tog han över släktgården Ljusaryd i Jämshögs socken.
Synen på en dyster framtid gav Salje i den självbiografiska romanen Du tysta källa (1946) där han beskriver den gångna tiden som bodbiträde och försöken att skriva på fritiden. Romandebuten kom genom en pristävling hos LT-förlaget, där han vann första pris med romanen På dessa skuldror (1942). Den följdes av Människors rike (1944) som är en uppföljare till den föregående romanen. Båda romanerna utkom i stora upplagor och översattes till ett flertal språk. Författarskapet fylldes sedan av realistiska romaner med motiv från hembygden i Blekinge och historiska romaner med handlingen förlagd till snapphanetiden som Man ur huse (1958), men också romaner om samtiden och i stadsmiljö som Hem till havet (1973). Flera av romanerna utgjorde underlag för filmatiseringar.
Salje avled 1998 i Jämshög, 84 år gammal. År 1999 bildades Saljesällskapet.

### Samlade upplagor och urval
- Julberättelser. Saljesällskapets årsbok, 1652-5159; 2008. Jämshög: Saljesällskapet. 2008. Libris 11264363. ISBN 9789185571246
- Sven Edvin Salje: att skriva böcker. Saljesällskapets årsbok, 1652-5159; 2014. Sölvesborg: Saljesällskapet. 2014. Libris 17841290. ISBN 9789185571680
- Sven Edvin Salje - debattör och berättare. Saljesällskapets årsbok, 1652-5159; 2012. Sölvesborg: Saljesällskapet. 2012. Libris 14182743. ISBN 9789185571604
- Sven Edvin Salje: gränsland i brytningstider. Saljesällskapets årsbok, 1652-5159; 2007. Jämshög: Saljesällskapet. 2007. Libris 10932631. ISBN 9789185571147
- Sven Edvin Salje: Salje och föreningsrörelsen. Saljesällskapets årsbok, 1652-5159; 2013. Sölvesborg: Saljesällskapet. 2013. Libris 14830866. ISBN 9789185571659
- Sven Edvin Salje: Salje och resor. Saljesällskapets årsbok, 1652-5159; 2015. Bräkne-Hoby: Saljesällskapet. 2015. Libris 19225749. ISBN 9789185571703
- Sven Edvin Salje - Salje som kvinnoskildrare. Saljesällskapets årsbok, 1652-5159; 2016. [Bräkne-Hoby]: Saljesällskapet. 2016. Libris 21711975. ISBN 9789185571710
- Sven Edvin Salje: utanförskap. Saljesällskapets årsbok, 1652-5159; 2017. [Bräkne-Hoby]: Saljesällskapet. 2017. Libris 21966162. ISBN 9789185571741

## Filmografi
- 1948 – På dessa skuldror – baserad på romanen med samma titel
- 1949 – Människors rike - baserad på romanen med samma titel
- 1953 – Vingslag i natten - baserad på romanen med samma titel
- 1956 – Tarps Elin - baserad på romanen Den söker icke sitt

## Priser och utmärkelser
- 1941 – Första pris Svenska Lantbruksförbundets och LTs förlags romantävling för På dessa skuldror
- 1955 – Landsbygdens författarstipendium
- 1964 – BMF-plaketten för Dessa dina bröder
- 1969 – Litteraturfrämjandets stipendiat
- 1974 – Landsbygdens författarstipendium
- 1989 – Hedersdoktor vid Sveriges lantbruksuniversitet i Ultuna